# Sällskap för natten
Sällskap för natten är en novellsamling av Artur Lundkvist utgiven 1965.
Boken innehåller tjugo berättelser som rör sig mellan olika tidsepoker, miljöer och kulturer. Vissa av novellerna har inslag av saga och satir, några utspelar sig i historisk tid. Sju av novellerna inkluderas senare i novellurvalet En gång i Nineve (1977).

## Innehåll
- En gång i Nineve
- Ättestupan
- Vandraren
- Naturens makt
- Ung spelman
- Allvarliga lekar
- Stadsresan
- Episoder
- Medmänniskor
- En nordlig ö
- De dödar kanoter
- Trons kraft
- Istanbul
- Livsvillkor
- Skyskrapan
- Människoströmmar i mörker
- Brovakten
- Höst i sommarstugan
- Det tomma rummet
- Alikars rike